# ۶۷۴ (میلادی)
۶۷۴ (میلادی) ششصد و هفتاد و چهارمین سال تقویم میلادی است.

## درگذشتگان
‎